# Lieuze
La Lieuze ou le Naudet est une  rivière du Sud de la France et un sous-affluent de la Save par l'Aussoue.

## Géographie
De 15,9 km de longueur, la Lieuze prend sa source au Sud du Pin-Murelet sous le nom de Ruisseau de Naudet où elle trace la frontière entre le Gers et la Haute-Garonne et se jette en rive droite dans l'Aussoue sur la commune de Nizas.

## Départements et communes traversés
- Haute-Garonne : Le Pin-Murelet
- Gers : Montpézat, Laymont, Saint-Loube, Sauvimont, Monblanc, Samatan, Nizas

## Principaux affluents
- le ruisseau d'En Paumès 3,5 km
- le ruisseau de Saint-Martin 3,7 km
- le ruisseau de la Cassagne 3,4 km